# Gravelotte
Gravelotte és un municipi francès, situat al departament del Mosel·la i a la regió del Gran Est. L'any 2007 tenia 692 habitants.

## Demografia

### Població
El 2007 la població de fet de Gravelotte era de 692 persones. Hi havia 254 famílies, de les quals 44 eren unipersonals (16 homes vivint sols i 28 dones vivint soles), 83 parelles sense fills, 119 parelles amb fills i 8 famílies monoparentals amb fills.
La població ha evolucionat segons el següent gràfic:
Habitants censats

### Habitatges
El 2007 hi havia 267 habitatges, 254 eren l'habitatge principal de la família, 1 era una segona residència i 12 estaven desocupats. 245 eren cases i 21 eren apartaments. Dels 254 habitatges principals, 205 estaven ocupats pels seus propietaris, 41 estaven llogats i ocupats pels llogaters i 9 estaven cedits a títol gratuït; 1 tenia una cambra, 8 en tenien dues, 10 en tenien tres, 65 en tenien quatre i 171 en tenien cinc o més. 227 habitatges disposaven pel capbaix d'una plaça de pàrquing. A 109 habitatges hi havia un automòbil i a 126 n'hi havia dos o més.

### Piràmide de població
La piràmide de població per edats i sexe el 2009 era:
| Homes | Edats   | Dones |
| ----- | ------- | ----- |
| 0     | 95 o +  | 0     |
| 0     | 90 a 94 | 0     |
| 0     | 85 a 89 | 0     |
| 4     | 80 a 84 | 8     |
| 4     | 75 a 79 | 8     |
| 4     | 70 a 74 | 8     |
| 20    | 65 a 69 | 8     |
| 16    | 60 a 64 | 32    |
| 12    | 55 a 59 | 16    |
| 4     | 50 a 54 | 8     |
| 32    | 45 a 49 | 44    |
| 36    | 40 a 44 | 28    |
| 32    | 35 a 39 | 40    |
| 24    | 30 a 34 | 20    |
| 8     | 25 a 29 | 28    |
| 4     | 20 a 24 | 20    |
| 32    | 15 a 19 | 36    |
| 28    | 10 a 14 | 28    |
| 20    | 5 a 9   | 16    |
| 36    | 0 a 4   | 16    |

## Economia
El 2007 la població en edat de treballar era de 475 persones, 346 eren actives i 129 eren inactives. De les 346 persones actives 330 estaven ocupades (180 homes i 150 dones) i 16 estaven aturades (9 homes i 7 dones). De les 129 persones inactives 32 estaven jubilades, 63 estaven estudiant i 34 estaven classificades com a «altres inactius».

### Ingressos
El 2009 a Gravelotte hi havia 253 unitats fiscals que integraven 683,5 persones, la mediana anual d'ingressos fiscals per persona era de 19.934 €.

### Activitats econòmiques
Dels 29 establiments que hi havia el 2007, 1 era d'una empresa alimentària, 1 d'una empresa de fabricació d'altres productes industrials, 5 d'empreses de construcció, 11 d'empreses de comerç i reparació d'automòbils, 1 d'una empresa de transport, 2 d'empreses d'hostatgeria i restauració, 1 d'una empresa d'informació i comunicació, 1 d'una empresa immobiliària, 3 d'empreses de serveis i 3 d'empreses classificades com a «altres activitats de serveis».
Dels 7 establiments de servei als particulars que hi havia el 2009, 1 era una funerària, 1 taller de reparació d'automòbils i de material agrícola, 2 fusteries, 1 lampisteria, 1 empresa de construcció i 1 restaurant.
Dels 3 establiments comercials que hi havia el 2009, 1 era una botiga de menys de 120 m², 1 una sabateria i 1 una botiga de mobles.
L'any 2000 a Gravelotte hi havia 9 explotacions agrícoles que ocupaven un total de 984 hectàrees.

## Equipaments sanitaris i escolars
El 2009 hi havia una escola maternal integrada dins d'un grup escolar amb les comunes properes formant una escola dispersa.

## Poblacions més properes
El següent diagrama mostra les poblacions més properes.